# Emelia Brobbey
Emelia Brobbey (nacida el 6 de enero de 1982) es una actriz de cine, música y presentadora de televisión ghanesa. Ganó un premio como mejor actriz indígena y fue nominada a mejor actriz de reparto en los Premios City People Entertainment 2016, mejor actriz de Gallywood y mejor filántropo en los Premios 3G en Nueva York 2018 y mejor actriz indígena en los premios global ZAFAA presentados por los premios de la Academia de Cine Africano.

## Biografía
Brobbey nació el 6 de enero de 1982 y creció en Akyem Swedru en la región oriental, Ghana. Tras obtener su certificado de maestra en el Presbyterian Teacher's Training College fue asignada para enseñar Ciencias Agrícolas en Obuasi. Posteriormente, incursionó en la actuación. También tiene un diploma en Periodismo, una licenciatura en Gestión de Recursos Humanos y un certificado ICM en Periodismo de Radiodifusión.
En 2019 debutó como cantante con su primer sencillo "Fa me ko". La canción fue muy criticada por su voz. En enero de 2020 lanzó "Odo Electric", su segundo sencillo.
Fue nombrada embajadora del Fondo Fiduciario Nacional COVID-19 en marzo de 2021.

## Filmografía
- Asantewaa
- Asem Asa
- Adofoasa
- Seed Of Rejection
- Kae
- Nkonyaa
- Pains of True Love
- Medimafo Tease
- Kofi Sika
- Mansa, The Pretty Crying Baby
- Games of the Heart

## Vida personal
En 2010 se casó con el fundador de End Point Homeopathy Clinic, Kofi Adu Boateng, pero se divorció en 2012, cuando aún estaba embarazada de su segundo hijo. Su hijo mayor nació mientras estudiaba para ser maestra y su segundo hijo nació el 13 de junio de 2013.